# Superficie
| Piano                                         | Ellissoide (Quadrica)           |
| Sella (Grafico di una funzione)               | Iperboloide (Superficie rigata) |
| Elicoide (Superficie minima)                  | Toro                            |
| Nastro di Möbius (Superficie non orientabile) | Superficie di rotazione         |

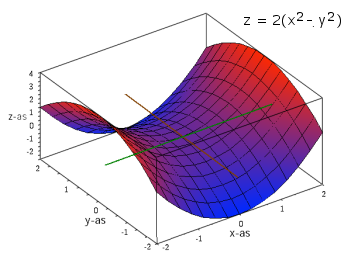
Questa superficie a forma di sella è il grafico della funzione.

In matematica, una superficie è una forma geometrica senza spessore, avente solo due dimensioni. Una superficie può essere piatta (come un piano) o curva (come il bordo di una sfera o di un cilindro). Può essere limitata o illimitata, chiusa o aperta.
Vi sono diverse definizioni matematiche di superficie: queste sono tutte quante racchiuse nella nozione di "superficie astratta" e di varietà differenziabile. Nei casi più comuni il termine è usato per riferirsi a superfici in uno spazio tridimensionale.

## Definizione
Informalmente una superficie è un oggetto geometrico ideale senza spessore, avente due dimensioni. Alcuni oggetti reali si avvicinano a questa nozione astratta: ad esempio una lamina molto sottile.
Formalmente, la definizione di superficie nello spazio richiede delle nozioni matematiche non banali proprie della geometria differenziale
Un sottoinsieme {\displaystyle S} dello spazio euclideo tridimensionale {\displaystyle \mathbb {R} ^{3}} è una superficie se per ogni punto {\displaystyle x} contenuto in {\displaystyle S} esistono un intorno aperto {\displaystyle U} ed una funzione di classe {\displaystyle C^{1}(U)}
{\displaystyle F:U\to \mathbb {R} \,\!}
tale che {\displaystyle U} interseca {\displaystyle S} precisamente nei punti in cui {\displaystyle F} si annulla:
{\displaystyle U\cap S=F^{-1}(0)}
e avente ovunque gradiente diverso da zero:
{\displaystyle \nabla F\neq 0}
In altre parole, l'insieme {\displaystyle S} è una superficie se è localmente esprimibile come luogo di zeri di una funzione. La condizione che il gradiente sia diverso da zero garantisce, tramite il teorema del Dini, che la superficie sia un oggetto liscio in ogni punto.

## Costruzioni

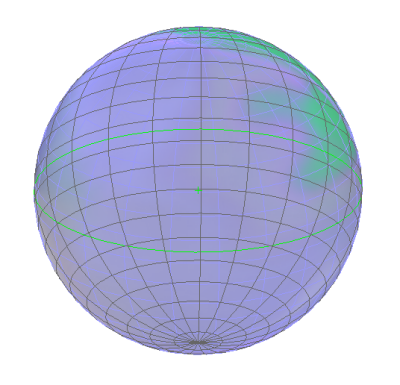
La superficie sferica di raggio unitario centrata nell'origine può essere descritta in forma parametrica:
oppure in forma implicita come luogo di zeri della funzione:
.

Una superficie può essere costruita in vari modi.

### Forma parametrica
Una superficie può essere costruita come immagine di una funzione differenziabile iniettiva di due variabili reali nello spazio euclideo tridimensionale
{\displaystyle \varphi :A\to \mathbb {R} ^{3}}
dove {\displaystyle A} è un insieme aperto del piano {\displaystyle \mathbb {R} ^{2}}. Per ottenere un oggetto liscio, si richiede che il differenziale {\displaystyle d\varphi _{x}} di {\displaystyle \varphi } sia anch'esso iniettivo in ogni punto {\displaystyle x}: in altre parole {\displaystyle \varphi } deve essere una immersione.
Con questa costruzione le coordinate dei punti della superficie sono espresse agevolmente tramite le equazioni parametriche:
{\displaystyle x=\varphi _{1}(u,v)}
{\displaystyle y=\varphi _{2}(u,v)}
{\displaystyle z=\varphi _{3}(u,v)}
al variare dei due parametri {\displaystyle (u,v)} nell'aperto {\displaystyle A}.
Questa è la definizione generalmente più utile ai fini pratici, in quanto permette in modo agevole il calcolo di aree e di integrali di superficie.

### Forma implicita globale
Una superficie {\displaystyle S} può essere costruita globalmente come luogo di zeri di un'unica funzione differenziabile
{\displaystyle F:\mathbb {R} ^{3}\to \mathbb {R} }
detta equazione cartesiana. Per ottenere un oggetto liscio, il gradiente di {\displaystyle F} deve essere diverso da zero in ogni punto di {\displaystyle S}. Si noti che la definizione generale di superficie richiede l'esistenza di una tale funzione solo localmente.

### Grafico di una funzione

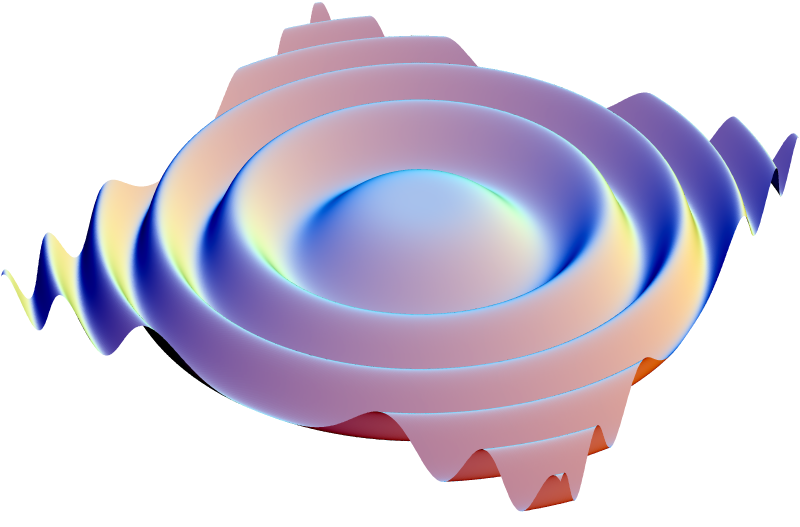
Questa superficie è il grafico della funzione.

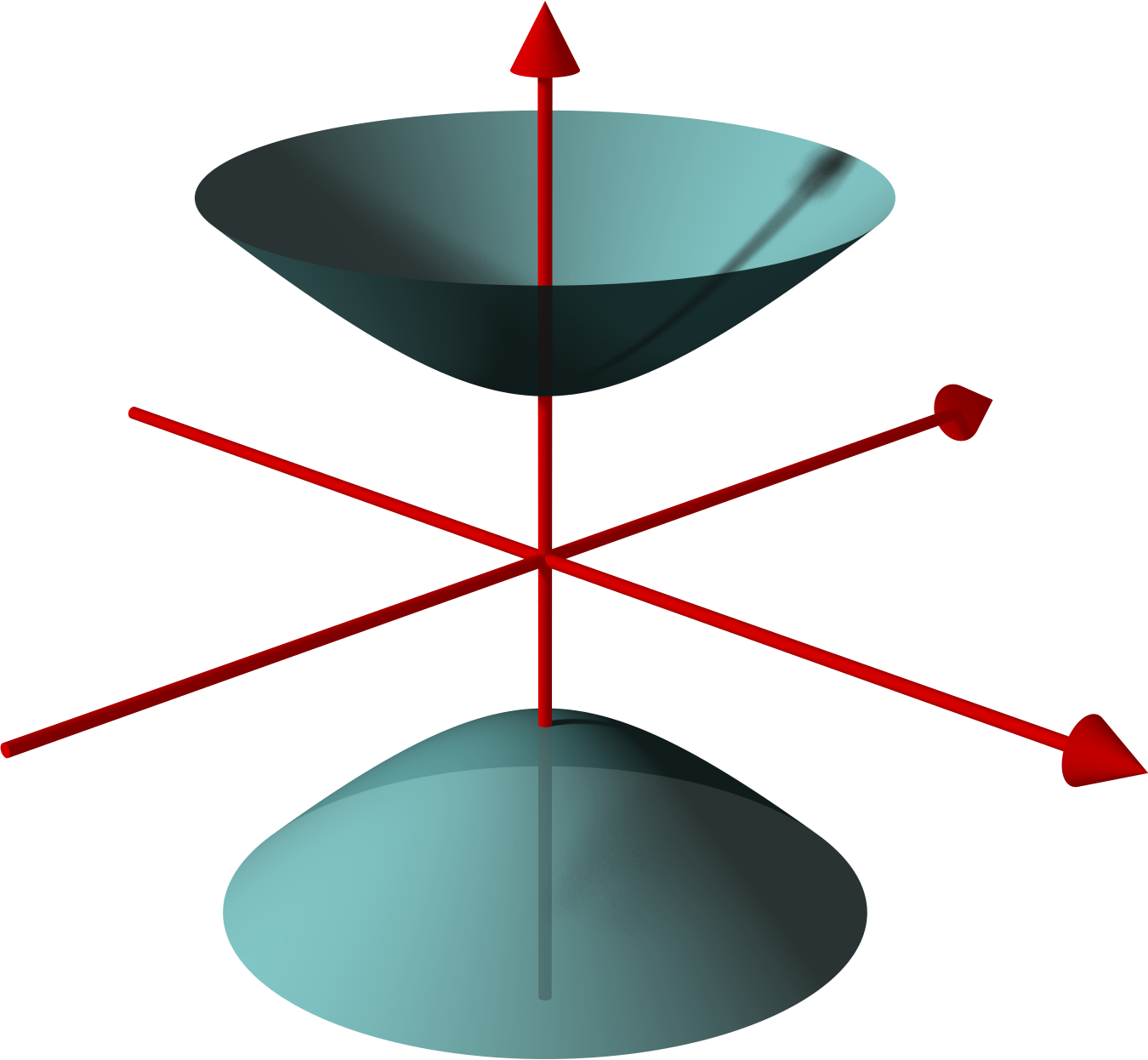
L'iperboloide mostrato in figura è ottenuto ruotando un'iperbole lungo l'asse verticale.

Il grafico di una funzione {\displaystyle f} differenziabile 
{\displaystyle f:A\to \mathbb {R} }
definita su un aperto {\displaystyle A} del piano cartesiano {\displaystyle \mathbb {R} ^{2}} è una superficie.
La superficie può essere indicata in forma implicita tramite l'equazione
{\displaystyle z=f(x,y)}
Nel caso in cui il dominio {\displaystyle A} sia tutto il piano {\displaystyle \mathbb {R} ^{2}}, la superficie è quindi il luogo di zeri della funzione implicita globale
{\displaystyle F(x,y,z)=f(x,y)-z.}
La superficie può anche essere descritta in forma parametrica prendendo
{\displaystyle x=u,}
{\displaystyle y=v,}
{\displaystyle z=f(u,v).}
Molte superfici però non sono grafico di funzioni, ad esempio la superficie sferica.

### Superficie di rotazione
Una superficie di rotazione (o di rivoluzione) è ottenuta ruotando una curva intorno ad un asse. L'asse può essere uno dei tre assi cartesiani oppure una qualsiasi retta.

## Concetti di base

### Area

In un punto della superficie è definito un piano tangente ed un vettore normale a lui perpendicolare.

L'area {\displaystyle A} di una superficie espressa in forma parametrica tramite una funzione {\displaystyle \varphi (u,v)} con dominio {\displaystyle D} è definita tramite gli strumenti del calcolo integrale nel modo seguente:
{\displaystyle A=\iint _{D}\left|{\frac {\partial \varphi }{\partial u}}\times {\frac {\partial \varphi }{\partial v}}\right|\,\mathrm {d} u\,\mathrm {d} v.}
Nella formula sono presenti un integrale multiplo, le derivate parziali della funzione {\displaystyle \varphi } ed il prodotto vettoriale {\displaystyle \times }.
In modo analogo è definito l'integrale di una funzione avente la superficie come dominio: questa operazione è chiamata integrale di superficie.

### Normale
In ogni punto {\displaystyle x} di una superficie è definito un piano tangente. Il piano tangente è descritto con gli strumenti forniti dall'algebra lineare e dal calcolo infinitesimale in più variabili.
Una normale in {\displaystyle x} è un vettore perpendicolare al piano tangente, avente lunghezza unitaria. In ogni punto {\displaystyle x} ha due normali, di verso opposto.

### Curvatura

Un iperboloide, un cilindro e una sfera: queste superfici hanno curvatura gaussiana (rispettivamente) negativa, nulla e positiva.

La curvatura è una proprietà fondamentale delle superfici nello spazio. In ogni punto della superficie vi sono due curvature principali e la curvatura gaussiana è definita come il prodotto di queste due quantità.
La curvatura gaussiana può essere positiva, nulla o negativa. In un piano, la curvatura è nulla e vale l'usuale geometria euclidea; su superfici a curvatura positiva o negativa è possibile definire delle geometrie non euclidee, chiamate rispettivamente ellittica e iperbolica. In queste geometrie, le usuali rette euclidee sono sostituite dalle geodetiche, curve sulla superficie che minimizzano (localmente) la distanza fra due punti.

### Proprietà topologiche
La topologia è una branca della geometria che studia le proprietà degli oggetti geometrici che restano invariate quando viene effettuata una deformazione senza "strappi". 

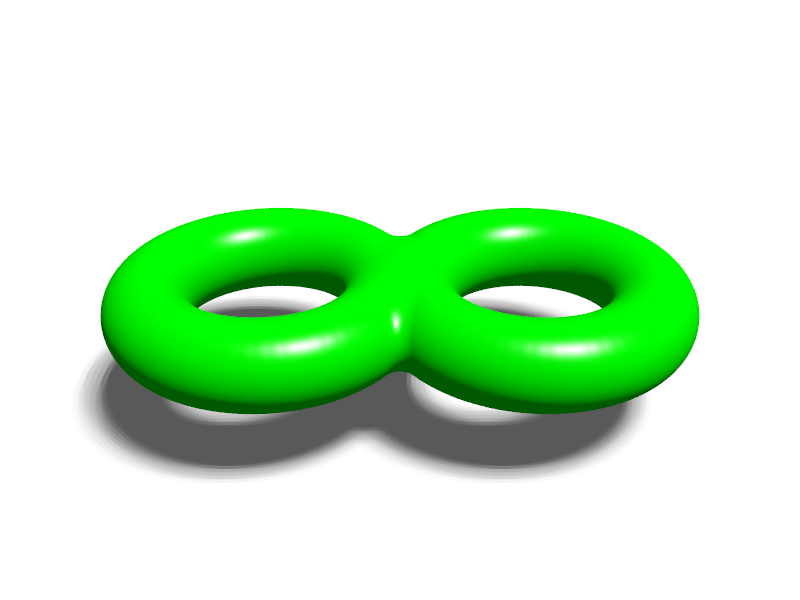
Questa superficie ha genere due. Il genere (o "numero di manici") è una proprietà topologica: resta invariata se la superficie è deformata in modo continuo.

#### Genere
Il genere di una superficie è informalmente il "numero di manici" che questa contiene.

#### Orientabilità

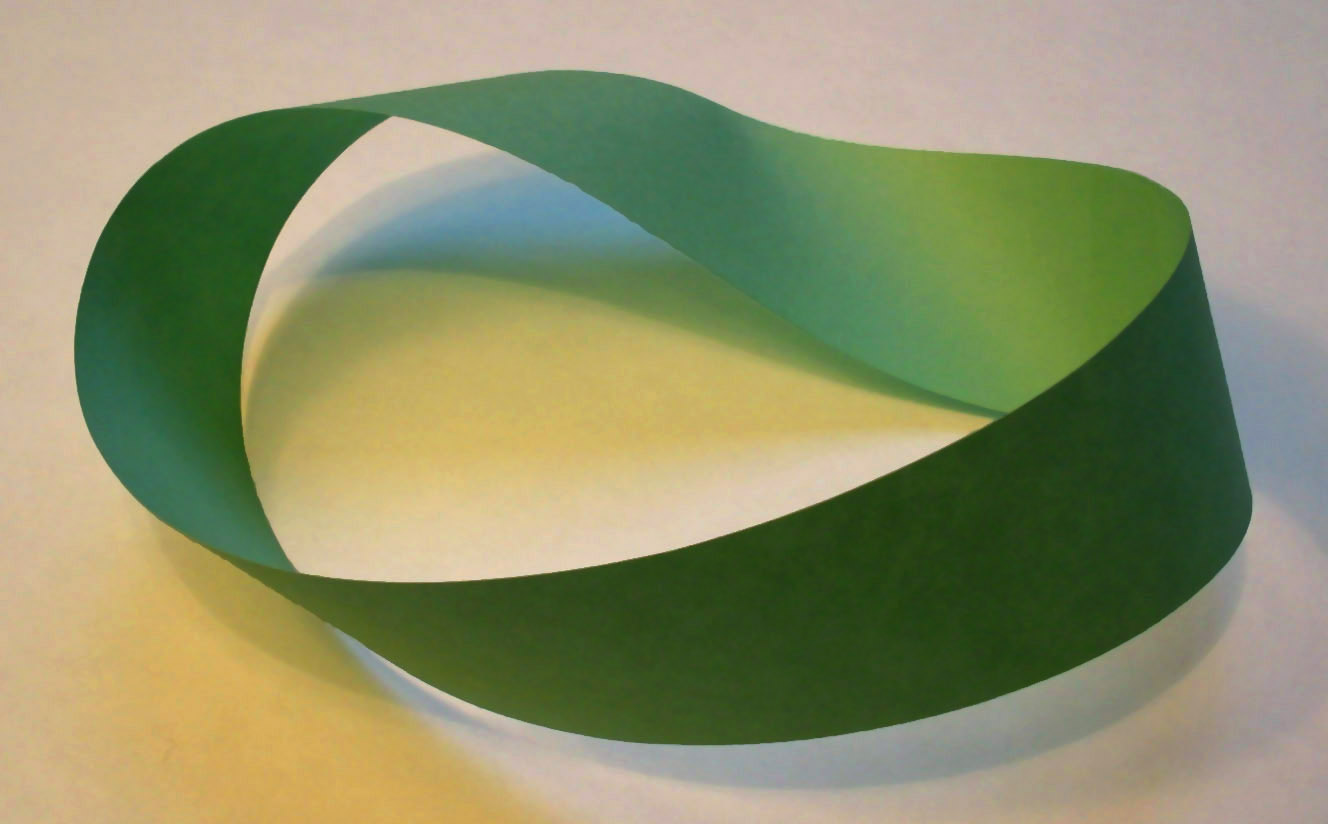
Un nastro di Möbius è una superficie con una faccia sola (non orientabile).

Una superficie è orientabile se ha due facce (un "sopra" e un "sotto"), non orientabile altrimenti. Contrariamente a quanto suggerito dall'intuizione, esistono effettivamente superfici con una faccia sola: il prototipo è il nastro di Möbius.

## Tipologia

### Superfici algebriche
Una equazione polinomiale nelle tre variabili {\displaystyle x,y,z}, come ad esempio
{\displaystyle 2x^{2}-y^{3}+xz-1=0}
definisce una superficie algebrica. Affinché il luogo di zeri sia effettivamente una superficie liscia, il differenziale dell'equazione deve essere diverso da zero in ogni punto. Generalmente, si parla però comunque di "superficie algebrica" anche quando questa condizione non è soddisfatta: in questo caso si possono presentare punti non lisci detti singolarità.
Se il polinomio è di primo grado, la superficie è un piano. Superfici descrivibili con equazioni di 2º, 3º, 4º, 5º grado sono chiamate
quadriche, cubiche, quartiche, quintiche e così via. La sestica mostrata in figura presenta alcune singolarità.
| Piano | Quadrica | Quartica | Sestica |

### Quadriche
Una quadrica è una superficie algebrica di secondo grado. Le quadriche sono classificate con gli strumenti dell'algebra lineare (essenzialmente il teorema spettrale). Le quadriche non degeneri sono divise in cinque tipi:
| Ellissoide | Paraboloide ellittico | Paraboloide iperbolico | Iperboloide a una falda | Iperboloide a due falde |

### Superfici rigate
Una superficie è rigata se è unione di (infinite) rette.
| Piano | Cilindro | Paraboloide iperbolico | Elicoide | Superficie sviluppabile |

### Superfici minime
Una superficie è minima se ha area (localmente) minima fra tutte quelle che hanno un bordo fissato. Matematicamente, questa condizione equivale alla richiesta che la superficie abbia curvatura media ovunque nulla. In natura alcune strutture tendono a sistemarsi in modo da minimizzare l'area e formano quindi delle superfici minime.
| Catenoide | Elicoide | Superficie di Scherk |

### Superfici chiuse
Una superficie è chiusa se è limitata e senza confini, come in una sfera. Con il linguaggio rigoroso della topologia, una superficie è chiusa se è compatta.
| Superficie sferica | Toro | Bordo di un corpo con manici | Toro annodato |

## Generalizzazioni

### Superficie astratta

La bottiglia di Klein è una superficie che non può essere immersa in.

In topologia, una branca importante della geometria, viene studiata una nozione più generale di superficie. La superficie studiata in questo ambito è un oggetto più astratto, che "vive di vita propria", non necessariamente contenuto nello spazio tridimensionale.
Formalmente, una superficie astratta è una varietà topologica di Hausdorff avente dimensione 2. Molte superfici astratte sono rappresentabili nello spazio, ma non tutte: ad esempio la bottiglia di Klein non è visibile dentro allo spazio tridimensionale (può però essere rappresentabile nello spazio euclideo quadridimensionale).
In molti contesti è più utile definire una superficie come varietà differenziabile invece che topologica. La differenza però non è sostanziale. 
Altro esempio di superficie astratta (o algebrica) è la Superficie di Veronese, rappresentabile solamente in uno spazio proiettivo ad almeno cinque dimensioni, mentre la Tromba di Torricelli è un'altra superficie paradossale disegnabile in tre dimensioni. 

### Superfici immerse
Una superficie immersa è una superficie che può auto-intersecarsi. Più precisamente, è l'immagine di una immersione
{\displaystyle f:S\to \mathbb {R} ^{3}}
di una superficie astratta {\displaystyle S}. Si richiede quindi che {\displaystyle f} abbia ovunque differenziale iniettivo: questa ipotesi garantisce che {\displaystyle f} sia localmente iniettiva, ma non globalmente.

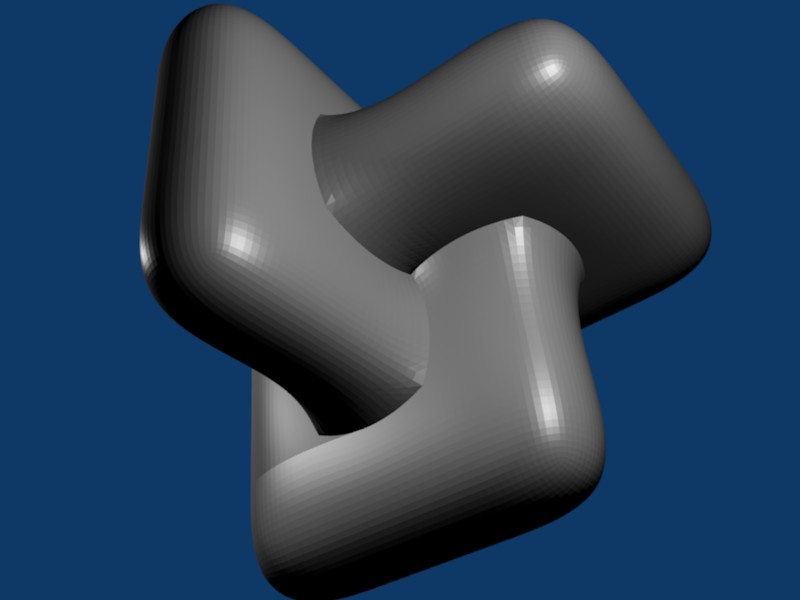
La superficie di Boy è una superficie immersa nello spazio.

Ad esempio, la bottiglia di Klein è generalmente mostrata nello spazio tridimensionale tramite una immersione: la superficie si auto-interseca lungo una circonferenza. Un'altra superficie immersa è la superficie di Boy: in questo caso {\displaystyle S} è un piano proiettivo reale, una superficie non orientabile che, come la bottiglia di Klein, non può essere contenuta nello spazio.

### Superfici complesse
Nell'ambito della geometria complessa, una superficie complessa è una varietà complessa di dimensione 2. Si tratta di un oggetto completamente diverso dalla usuale superficie, poiché ha topologicamente dimensione reale 4.
Infine, a seconda dei contesti, si può indicare col termine superficie strutture con caratteristiche diverse da quelle citate sopra; ad esempio, si può chiamare brevemente superficie un'ipersuperficie in uno spazio euclideo (o in una varietà differenziabile), cioè una varietà di dimensione inferiore a quella dello spazio ambiente (ma non necessariamente 2), talvolta si parla anche di superfici frattali, indicando strutture frattali costruite a partire da una superficie, ma che, in definitiva, non ne conservano alcuna caratteristica specifica.

## Teoremi

### Classificazione topologica delle superfici
Le superfici compatte sono classificate in topologia a meno di omeomorfismo da tre parametri: il genere, il numero di componenti di bordo, e l'orientabilità.
In topologia vengono considerate spesso anche le superfici di tipo finito, ottenute a partire dalle superfici compatte rimuovendo un numero finito di punti e creando così delle punture. Una superficie con punture non è mai compatta. Analogamente alle superfici compatte, quelle di tipo finito sono classificate da quattro parametri: il genere, il numero di componenti di bordo, l'orientabilità e il numero di punture.